# Кяхтинский краеведческий музей
Кя́хтинский краеве́дческий музе́й и́мени акаде́мика В. А. О́бручева — краеведческий музей, расположенный в городе Кяхта, Республика Бурятия.
Старейший из ныне существующих музеев в республике. Располагается в бывшем здании дореволюционного городского училища по улице Ленина, 49.

## История

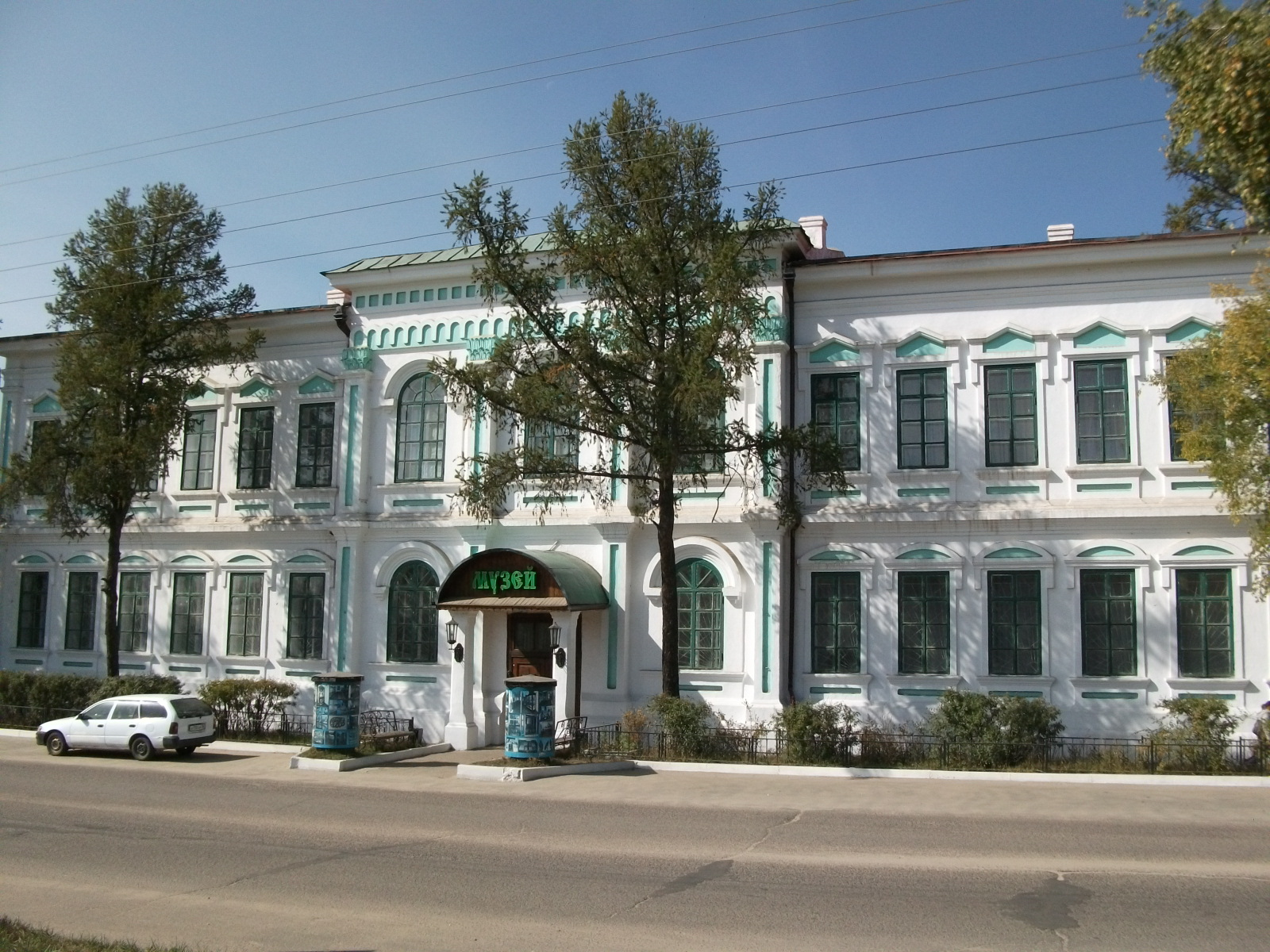
Кяхтинский краеведческий музей имени академика В. А. Обручева

### XIX век
Музей основан 1 января 1890 года. Инициатором создания был П. С. Михно, местные купцы, ссыльные  и кяхтинская интеллигенция. В 1890 году, после посещения Кяхты семьёй Потаниных, был избран временный комитет, занявшийся поиском средств на содержание музея. Тогда же стали появляться первые экспонаты. Первым хранителем музея стал П. С. Михно.
В 1892 году на средства кяхтинского купца И. Д. Синицына была снята квартира (ныне ул. Ленина, дом 25) площадью 40 м² и закуплено музейное оборудование. К 1893 году фонды превысили 2 тысячи экспонатов. Купец А. Д. Старцев пожертвовал музею каменный дом. В это время хранителем музея была учительница Е. Н. Соколова.
В создании музея принимали участие политические ссыльные Н. А. Чарушин, Попов, Моллесон, Левин. Из-за сопротивления местных властей музей не имел утверждённого устава и не считался официальным учреждением. Д. А. Клеменц в 1893 году прочёл в Кяхте лекцию «О задачах местных музеев» и предложил открыть в городе отделение Императорского русского географического общества (ИРГО). 13 июля 1894 года в Кяхте было открыто отделение общества и музей вошёл в него как подразделение ИРГО. Возглавлял Троицкосавско-Кяхтинское отделение ИРГО врач Ю. Д. Талько-Грынцевич (в будущем член-корреспондент Краковской Академии Наук и Чешско-Славянского научного общества). 1 января 1895 года музей был открыт для посещения публики по воскресным дням.
С 1894 по 1897 год отделение ИРГО и музей проводили экспедиции по изучению юго-западного Забайкалья. Музей ставил спектакли и концерты, проводил лекции. В формировании коллекции принимали участие В. А. Обручев, Д. А. Клеменц, П. К. Козлов. Были составлены коллекции по энтомологии, орнитологии, герпетологии, ихтиологии, геологии, археологии, палеонтологии и ботанике. В Монголии были закуплены предметы буддийского культа и предметы быта монголов.

Монгольский раздел музея

### XX век
Фонды  музея к 1904 году выросли до 14 тысяч единиц хранения. К 1911 году сотрудниками музея было опубликовано 185 научных работ.
В период Первой мировой войны научная деятельность музея была практически свёрнута. Во время Гражданской войны музей почти прекратил своё существование.
31 января 1922 года Правительство Дальневосточной Республики (ДВР) приняло постановление о передаче музея в ведение Министерства народного просвещения. Музей получил денежное содержание, штат работников и двухэтажное здание бывшего 4-классного городского училища, построенное купцом Нерпиным в 1847 г. Летом 1921 года П. С. Михно возобновил научные экспедиции, и в апреле 1922 года вновь стал хранителем музея.
После образования Бурят-Монгольской АССР, с 1 октября 1923 года музей был передан в ведение Бурнаркомпроса. На 1 января 1924 года в коллекции находилось 19 989 экспонатов. В 1923 году музей посетило 4 190 человек, состоялось 27 школьных экскурсий. Коллектив состоял из 5 человек, поэтому в ноябре 1924 года при музее был создан ученический краеведческий кружок для старшеклассников. С 1927 года кружок выпускал рукописный журнал «Следопыт», который позднее стал называться «Кяхтинский краевед».
Летом 1930 года музей провёл исследования Боргойской степи. Было собрано 350 видов растений, 32 образца почв, 200 образцов горных пород, около 1000 насекомых, 20 змей, мхи и лишайники. В нескольких километрах на восток от Боргойского сомона был найден оленный камень.

Маски мистерии Цам

К 1931 году коллекции музея выросли до 50 тысяч единиц хранения.
В 1940 году в честь 50-летия музея ему был присвоен статус республиканского и имя академика В. А. Обручева.
После Великой Отечественной войны музей организовал 10 краеведческих кружков, выпускал газету «За советскую науку». 

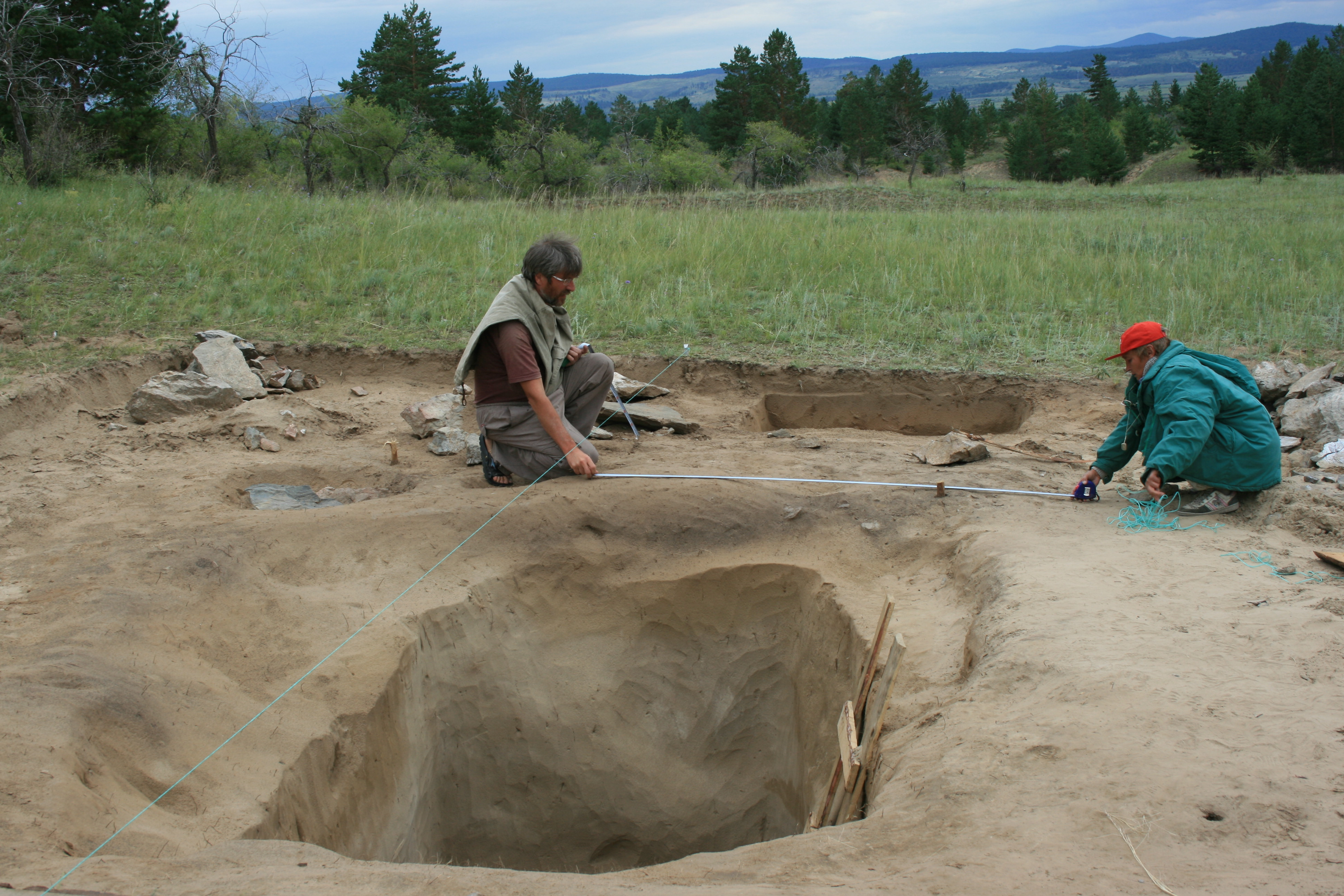
Сотрудники Кяхтинского краеведческого музея и Государственного Эрмитажа на раскопках в Оргойтоне

В 1964 году сотрудники участвовали в создании  краеведческого музея в городе Сухэ-Баторе, Монголия.
В 1970-е сотрудники работали над созданием музея Монгольской Народной революции в городе Алтан-Булаке.
В 1975 году в Новоселенгинске был открыт филиал Кяхтинского музея — Музей декабристов.
В 1981 году из научной библиотеки музея был выделен фонд редких книг. 
В 1982 году при участии сотрудников музея был создан Музей народного творчества народов Забайкалья.
В 1984 году при участии Кяхтинского музея создан народный музей в селе Шарагол.
В 1980—1990-е годы музей принимал участие в археологических исследованиях. В 1996 году на базе Кяхтинского краеведческого музея был проведён Международный конгресс учёных археологов.

### XXI век
В 2004 году сотрудники работали над созданием нового музея — «Музея Российско-Монгольской дружбы».
В августе 2009 года сотрудники совместно с археологами Государственного Эрмитажа и Института истории материальной культуры РАН начали раскопки княжеского хуннского могильника Оргойтон близ села Зарубино Джидинского района.
Музей проводит Чайную церемонию – дегустацию чая, заваренного по старинным рецептам (включает до 8 видов
чаев).

## 2015 год
2015 год в городе Кяхта объявлен годом Кяхтинского краеведческого музея. В течение всего года Кяхтинский краеведческий музей имени академика В.А. Обручева проводит цикл мероприятий, посвященных празднованию 125-летнего юбилея.
Музей предлагает следующие экскурсии:
- Обзорная экскурсия по Кяхтинскому краеведческому музею — посещение 14 залов с постоянно действующими выставками, рассказывающими об истории основания города Кяхта, о легендарном прошлом торговой Слободы, познакомят с богатейшей коллекцией гуннского времени и др.
- Обзорная экскурсия по городу «Кяхта историческая» — посещение Гостиных рядов, Гостиного двора, купеческих домов и др.
- Экскурсия «Кяхта православная» — посещение церкви Успения Божьей Матери, Троицкого собора, собора Воскресения Христова.
- Экскурсия «Наследие гуннов» — посещение гуннских могильников Ильмовая падь и Царам.
- «Выездной тур» — путевая экскурсия Улан-Удэ — Кяхта.
- Экскурсионная программа «Цветной калейдоскоп старообрядцев».
- Программа «Улан-Удэ глазами школьника» знакомит с историей и культурой Улан-Удэ.
- Историко-религиозная экскурсионная программа «Бурятия — священный край» — посещение святых мест, дацанов и церквей: позволяет воочию увидеть древние экспонаты, православные и буддийские святыни, узнать интересные факты из прошлого, а также увидеть памятники, посвященные великим событиям, происходившим в Кяхте и Бурятии.
- Экскурсионная программа «Знакомство с культурой народов Бурятии» позволяет узнать интересные факты из прошлого, ощутить атмосферу старинных городов, увидеть древние экспонаты, православные и буддийские святыни, ознакомиться с историями основания, архитектурой, старыми названиями улиц, с расположением современных зданий городов.

## Филиалы
- Мемориальный Дом-музей I съезда Монгольской народно-революционной партии
- Мемориальный Дом-музей «Конспиративная квартира» Сухэ-Батора
- Филиал Кяхтинского краеведческого музея в г. Улан-Удэ

## Площади музея
- Экспозиционно-выставочная — 1200 м²;
- Временных выставок — 50 м²;
- Фондохранилищ — 360 м²;
- Парковая — 8 га.

## Коллекции музея
Фонды музея состоят из 120 тысяч единиц хранения.
- Коллекция археологии хунну.
- Орнитологическая коллекция.
- Энтомологическая коллекция.
- Ботаническая коллекция.
- Книжный фонд. Свыше 30 тысяч единиц хранения
- Коллекция по буддизму — бронзовая скульптура, утварь.

Двуколка «Бестужевка», созданная руками декабриста М. А. Бестужева

- Нумизматическая коллекция.
- Декоративно-прикладное искусство.

### Отдельные экспонаты
- Рукописные карты частей Китая на китайском языке, Забайкальской области, Байкала, карта-чертеж Иркутской области, план «Верхнеудинского уезда Ботойскому сенокосному лугу», карта Цецен-Хановского аймака МНР на монгольском языке и другие.
- Рукопись участника первой советской экспедиции в Монголию С. А. Кондратьева «Гавамонгольская легенда» (1935 год).
- «Китайская грамматика, сочиненная монахом Иакинфом» и «История первых четырех ханов из дома Чингисова»[5].

## Издания музея
Музей издавал книги:

Японский воин

- "Труды Троицкосавско-Кяхтинского отделения Приамурского отдела Императорского Русского географического общества". 18 томов;
- "Протоколы собраний Троицкосавско-Кяхтинского отделения Приамурского отдела Императорского Русского географического общества";
- "В. А. Обручев Селенгинская Даурия". 1929 год;
- "Флора Забайкалья". Совместно с Всесоюзным ботаническим обществом. 8 выпусков (1-й выпуск издан в 1929 году, 2 выпуск — в 1931, 3 выпуск — в 1937 году, 4 выпуск — в 1939 году);
- "Кяхта". Путеводитель — М., 1990;
- "Необычайная Кяхта" в 2014 году